# Sandwater
Sandwater (en alemán: Sandwater) es un humedal situado en la región de Frisia oriental, concretamente en el distrito rural de Aurich, en el estado de Baja Sajonia (Alemania), a una elevación de  metros; tiene un área de  hectáreas. 

## Historia del humedal
Fue formado seguramente durante el periodo cálido conocido como periodo Atlántico —el periodo más cálido y húmedo del Holoceno, con base en la clasificación Blytt-Sernander , y las zonas de polen ubicadas en el norte de Europa— hace unos 5000 años